# Рас-эль-Хайма (город)
Рас-эль-Ха́йма (араб. رأس الخيمة‎, верхушка шатра) — город в Объединённых Арабских Эмиратах, административный центр эмирата Рас-эль-Хайма.
Население города составляет 102 тысячи человек (2003). Город занимает 6-е место по количеству населения в ОАЭ.
Расположен на севере страны, на берегу Персидского залива. Разделён бухтой на две части — старую и новую. Связан современной автострадой с Дубаем. В городе есть международный аэропорт и морской порт.

## История
Местные власти относят Рас-аль-Хайма к числу немногих мест на Земле, непрерывно населённых на протяжении последних семи тысяч лет. Однако древнейшие поселения располагались к северу от современного города, где был, в частности, раскопан доисламский дворец, прозванный дворцом царицы Савской.
В XIII и XIV веках известен под названием Джульфар как торговый порт, в частности, специализировавшийся на торговле жемчугом.  Обнаружение в этом районе редкой китайской керамики (2019) свидетельствует о существовании торговых связей средневекового Джульфара с Китаем.
К концу XVIII века перешёл под власть рода Аль-Касими, который в 1809 и 1819 гг. вступил в вооружённый конфликт с британским флотом. Англичане добились прекращения пиратской активности Аль-Касими и заставили местного эмира подписать в 1820 году Генеральный договор о мире. На протяжении последующих 150 лет окрестные земли оставались британским протекторатом.